# Обуховичи (дворянский род)
Обуховичи (пол. Obuchowicz, лит. Obuchovičiai) — дворянский род, собственного герба (вариация герба Ясенчик).
Род вёл своё происхождение с Волыни. Представители рода оставили весьма ценные воспоминания о своей эпохе. Первым вёл записки Филипп-Казимир (ок. 1600—1656), воевода смоленский; он входил в состав посольства, отправленного к Алексею Михайловичу для заключения оборонительного союза против крымского хана; впоследствии, назначенный воеводой смоленским, он сдал город лишь вследствие измены наемного немецкого войска. Дневник его обнимает события с 1630 до 1654 гг., содержит историю посольства в Москву и дает немало материалов для характеристики тогдашних отношений России и Речи Посполитой.
Продолжателями его были сыновья Филиппа-Казимира — Теодор Обухович, каштелян новогрудский, записавший ход событий с 1565 по 1700 гг., и Михаил Леон Обухович, стражник литовский, бывший в плену в России (с 1660 до 1662), описавший свой плен и поход 1664 г.; записки последнего особенно интересны.